# Seacroft (Lincolnshire)
Seacroft – wieś w Anglii, w hrabstwie Lincolnshire. Leży 89 km na północny zachód od Lincoln i 272 km na północ od Londynu.